# NGC 6012
NGC 6012 is een balkspiraalstelsel in het sterrenbeeld Slang. Het hemelobject werd op 19 maart 1787 ontdekt door de Duits-Britse astronoom William Herschel.

## Synoniemen
- UGC 10083
- IRAS15519+1444
- MCG 3-40-59
- KUG 1551+147
- ZWG 107.54
- KARA 712
- ZWG 108.3
- PGC 56334